# Oxypeltus
Oxypeltus is een kevergeslacht uit de familie van de boktorren (Cerambycidae). De wetenschappelijke naam van het geslacht werd voor het eerst geldig gepubliceerd in 1851 door Blanchard in Gay.

## Soorten
Oxypeltus is monotypisch en omvat slechts de volgende soort:
- Oxypeltus quadrispinosus Blanchard, 1851